# Parmigiano Reggiano

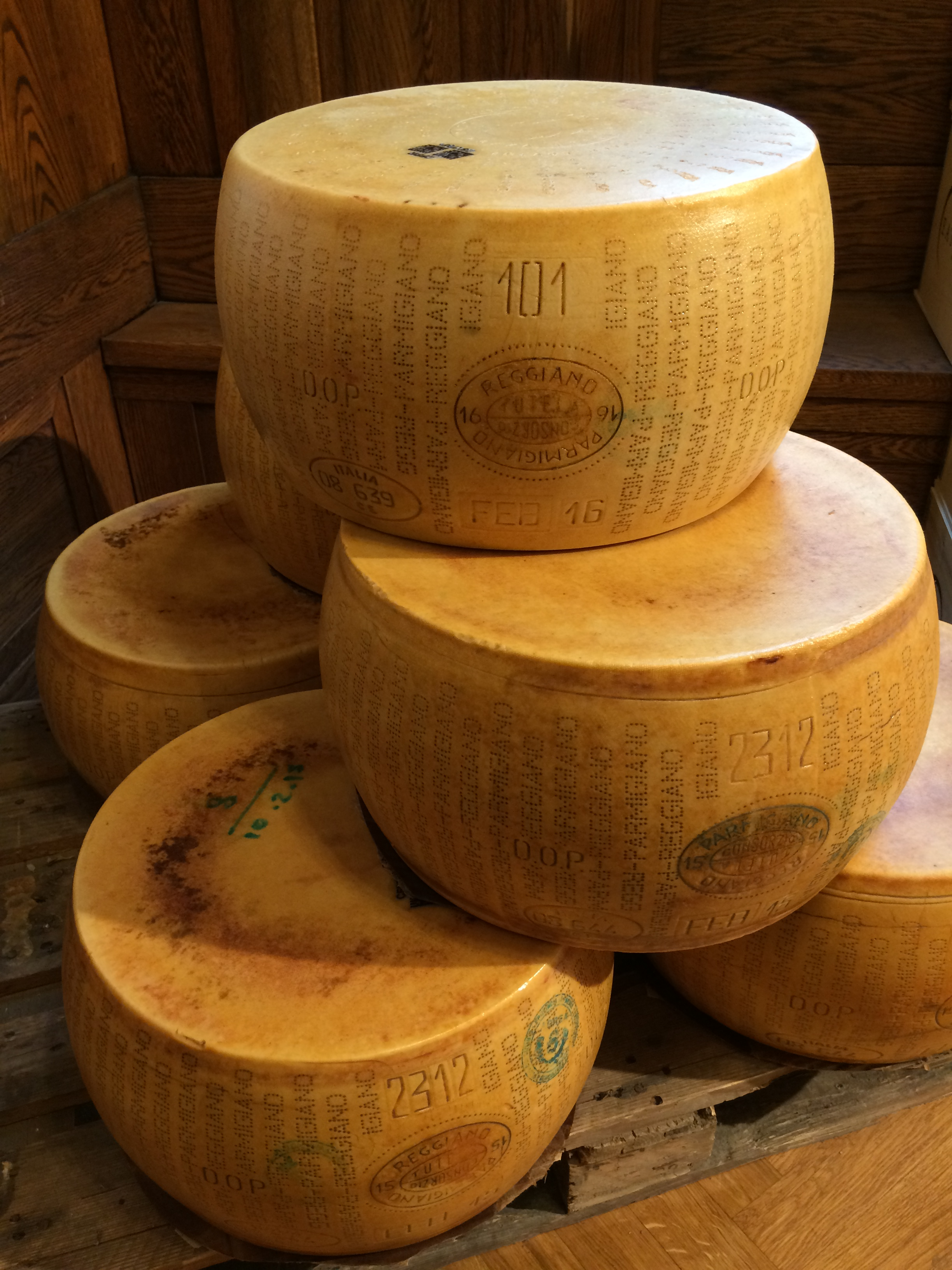
Forme di Parmigiano Reggiano a Stoccolma

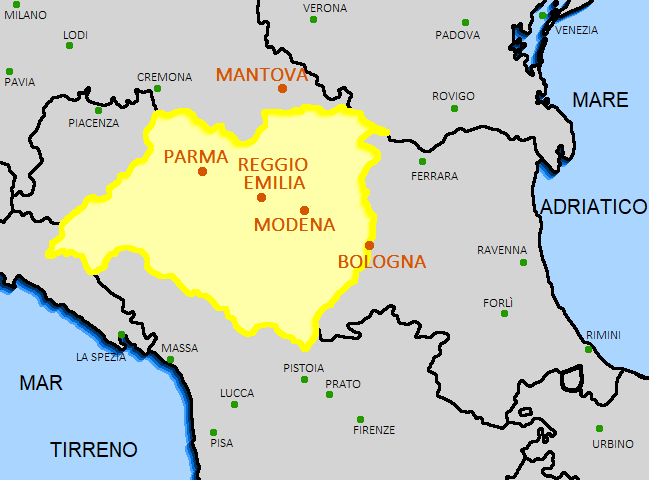
Area di produzione del Parmigiano Reggiano DOP

Locandina pubblicitaria - Musei del cibo - Parmigiano

Il Parmigiano Reggiano è un formaggio a pasta dura DOP, prodotto con latte vaccino crudo, parzialmente scremato per affioramento, senza l'aggiunta di additivi. La zona di produzione comprende le provincie di Reggio Emilia, Modena, Parma e Bologna a sinistra del fiume Reno e Mantova a destra del Po.
Con oltre 4 milioni di forme prodotte annualmente, è il terzo formaggio italiano per produzione dopo il Grana Padano e il Gorgonzola. Nel 2023 si classifica come "formaggio migliore al mondo" secondo la classifica stilata dalla guida Taste Atlas.

## Storia
Le origini risalgono al XII secolo e la sua nascita è collocata nell'area delle abbazie benedettine e cistercensi situate fra Reggio Emilia e Parma. Attorno al XIII-XIV secolo il Parmigiano Reggiano aveva raggiunto caratteristiche del tipo moderno e quindi le sue origini potrebbero risalire a diversi secoli prima. La ricetta potrebbe essere analoga a quella del formaggio piacentino (chiamato il Piacentino) e a quello lodigiano (il Granone Lodigiano), entrambi a pasta dura, e quest'ultimo citato talvolta da fonti romane.
Fonti storiche citano il Parmigiano Reggiano nel XII secolo come legato ai grandi monasteri e ai castelli dove comparvero i primi caseifici che producevano questo tipo di formaggio (erano piccoli edifici a pianta quadrata o poligonale dove avveniva la lavorazione del latte). I quattro principali monasteri presenti a Parma e Reggio Emilia erano due benedettini (San Giovanni Evangelista a Parma e San Prospero a Reggio Emilia) e due cistercensi (San Martino di Valserena e San Bernardo di Fontevivo, entrambi nel parmense).
Un prato adatto all'allevamento di bestiame di grossa taglia necessita di abbondanza d'acqua e le praterie più estese si formarono dove c'era abbondanza di acqua sorgiva: a Parma nell'area a nord della città e in quella di Fontanellato-Fontevivo oppure a Reggio nel territorio tra Montecchio Emilia e Campegine (quest'ultima zona era allora soggetta a Parma). Le fonti storiche citano il Formadio già attorno all'anno 1000 nei terreni della Contessa Matilde di Canossa in quel di Frombolara nel comune di Carpineti, territorio allora appartenente ai frati di Marola. Nel parmense inoltre, grazie alle saline di Salsomaggiore, era disponibile il sale necessario per la trasformazione casearia.
Giovanni Boccaccio lo cita nel Decameron:
In una contrada, che si chiamava, Bengodi [...] eravi una montagna di formaggio Parmigiano grattugiato, sopra alla quale stavan genti che niuna altra cosa facevano, che fare maccheroni, e raviuoli, e cuocergli in brodo di capponi, e poi li gettavan quindi giù, e chi più ne pigliava, più se n'haveva.

## Produzione

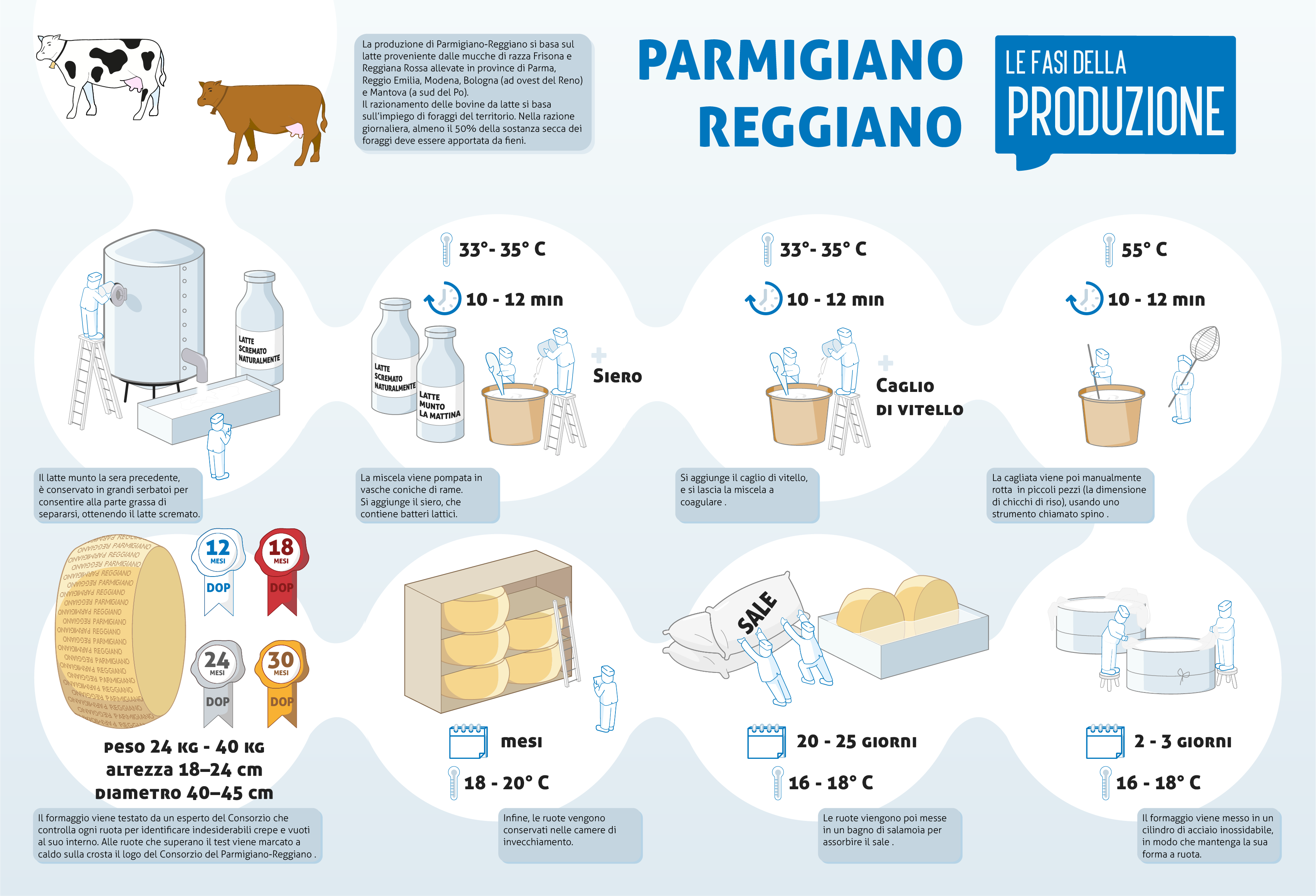
Fasi di produzione del Parmigiano Reggiano

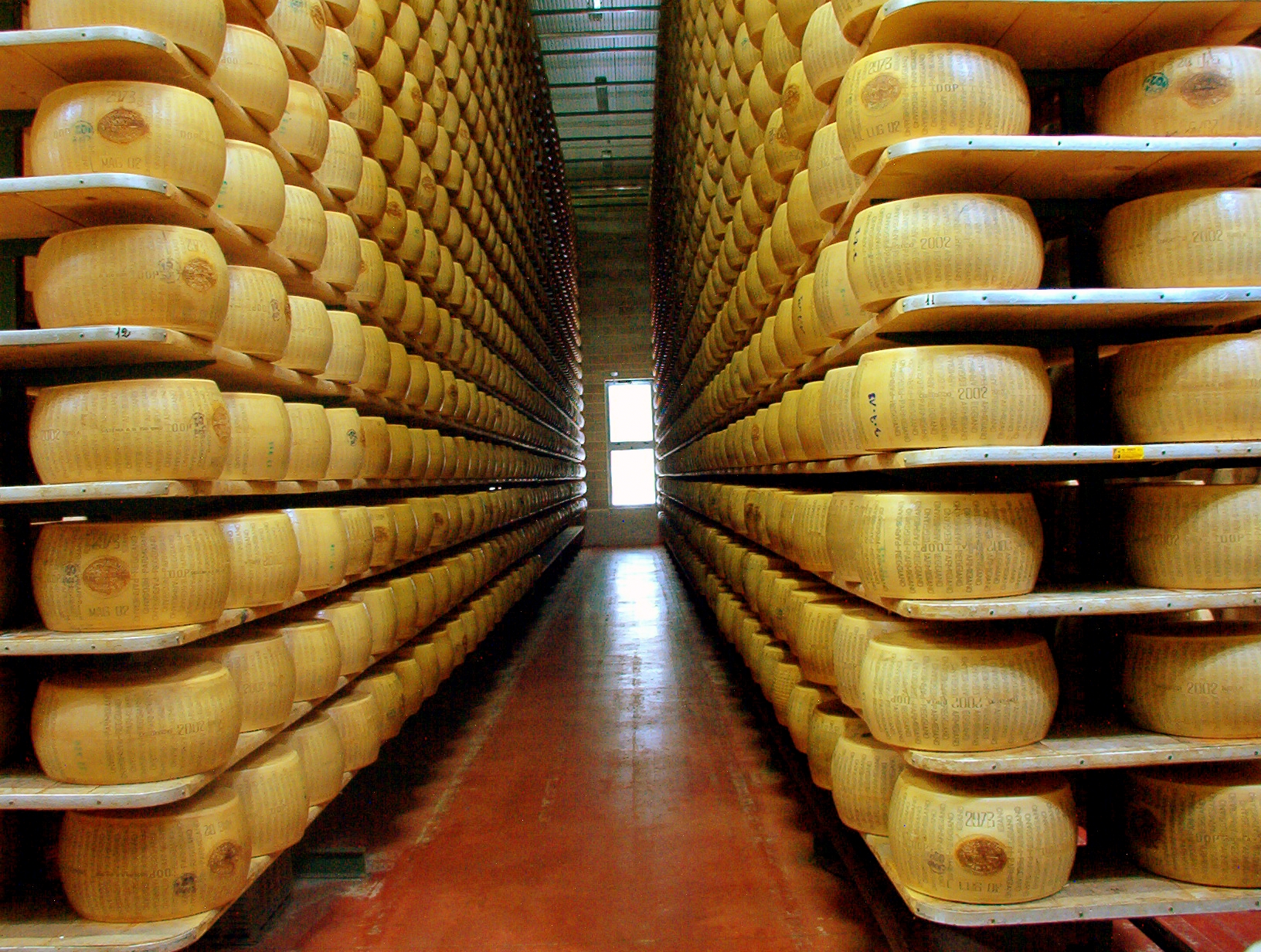
Magazzino di stagionatura del Parmigiano Reggiano

La produzione del Parmigiano Reggiano si è diffusa nel moderno comprensorio situato a sud del Po, nelle province di Parma, Reggio Emilia e Modena, toccando anche parte della provincia di Bologna e di Mantova.
Attualmente gran parte della produzione del Parmigiano Reggiano avviene con latte prodotto da vacche frisone, introdotte nel territorio nel corso del Novecento, ma la razza tradizionalmente sfruttata per la produzione del formaggio è la reggiana rossa, a triplice attitudine (latte, lavoro e carne), introdotta probabilmente durante le invasioni barbariche.
La sua produzione di latte è poco più della metà rispetto alla frisona, sebbene di qualità superiore, e questo ne spiega l'abbandono, unito anche al fatto che la sua forza e l'attitudine al lavoro sono divenute inutili con l'avvento dei trattori.
Alcuni piccoli caseifici ne usano ancora il latte per produrre un formaggio di qualità superiore, da cui l'Associazione Nazionale Allevatori Bovini di Razza Reggiana.
Una forma di formaggio Parmigiano Reggiano deve obbligatoriamente avere un peso variabile compreso tra 30 kg e oltre 40 kg, anche se mediamente s'aggira sui 40 kg. Per produrre una forma di Parmigiano-Reggiano servono circa 550 litri di latte con una media di 14 litri per ogni chilogrammo di formaggio prodotto. Secondo il disciplinare di produzione, la stagionatura minima prevista per ogni forma è di 12 mesi.

## Denominazione d'Origine Protetta (DOP)

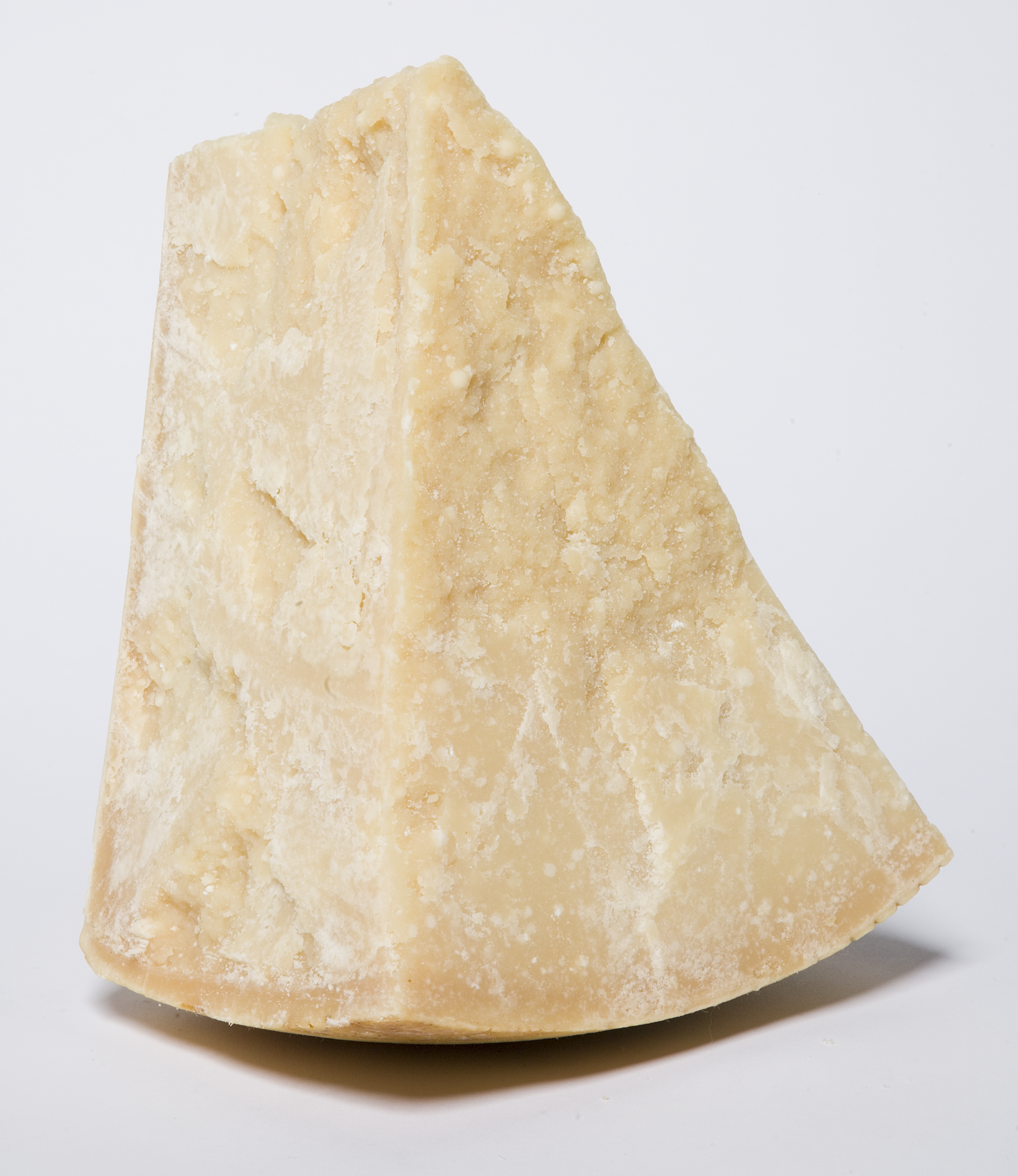
Fetta di Parmigiano Reggiano stagionato, si notano i cristalli dell'amminoacido tirosina

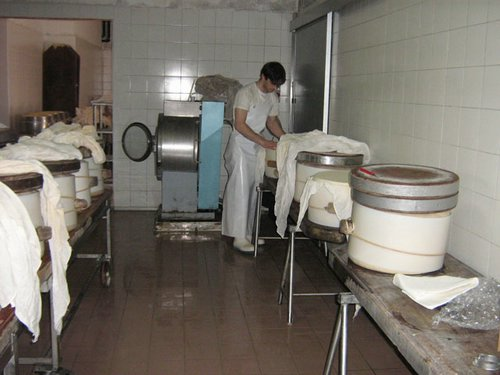
Fasciatura delle forme: conferisce la forma e il marchio

Si tratta di un prodotto a denominazione di origine protetta (D.O.P.), secondo il Regolamento (CEE) N. 2081/92 e il riconoscimento dei Reg. (CE) N. 1107/96 e Reg. (UE) 1151/12. Solo il formaggio prodotto secondo le regole raccolte nel Disciplinare di produzione può fregiarsi del marchio Parmigiano-Reggiano.
Il Parmigiano Reggiano deve riportare sulla parte esterna della forma i contrassegni nella loro integrità atti a identificare e distinguere il prodotto. Connubio necessario alla produzione di questo formaggio sono i prati stabili e l'allevamento bovino.
I marchi d'origine, apposti alla nascita del formaggio, sono:
- i segni impressi con la fascera marchiante lungo tutto lo scalzo della forma, che riportano i puntini con la scritta "PARMIGIANO REGGIANO", il numero di matricola del caseificio, il mese e l'anno di produzione, la scritta "D.O.P.", la scritta "CONSORZIO TUTELA"
- la placca di caseina, applicata sulla superficie riporta la scritta "C.F.P.R.", e un codice alfanumerico che identifica in modo univoco ogni singola forma
- su entrambe le facce delle forme prodotte col latte di razza Rossa Reggiana, è presente, timbrata a caldo, la scritta "Vacca Rossa Reggiana" di quell'animale

## Proprietà nutritive

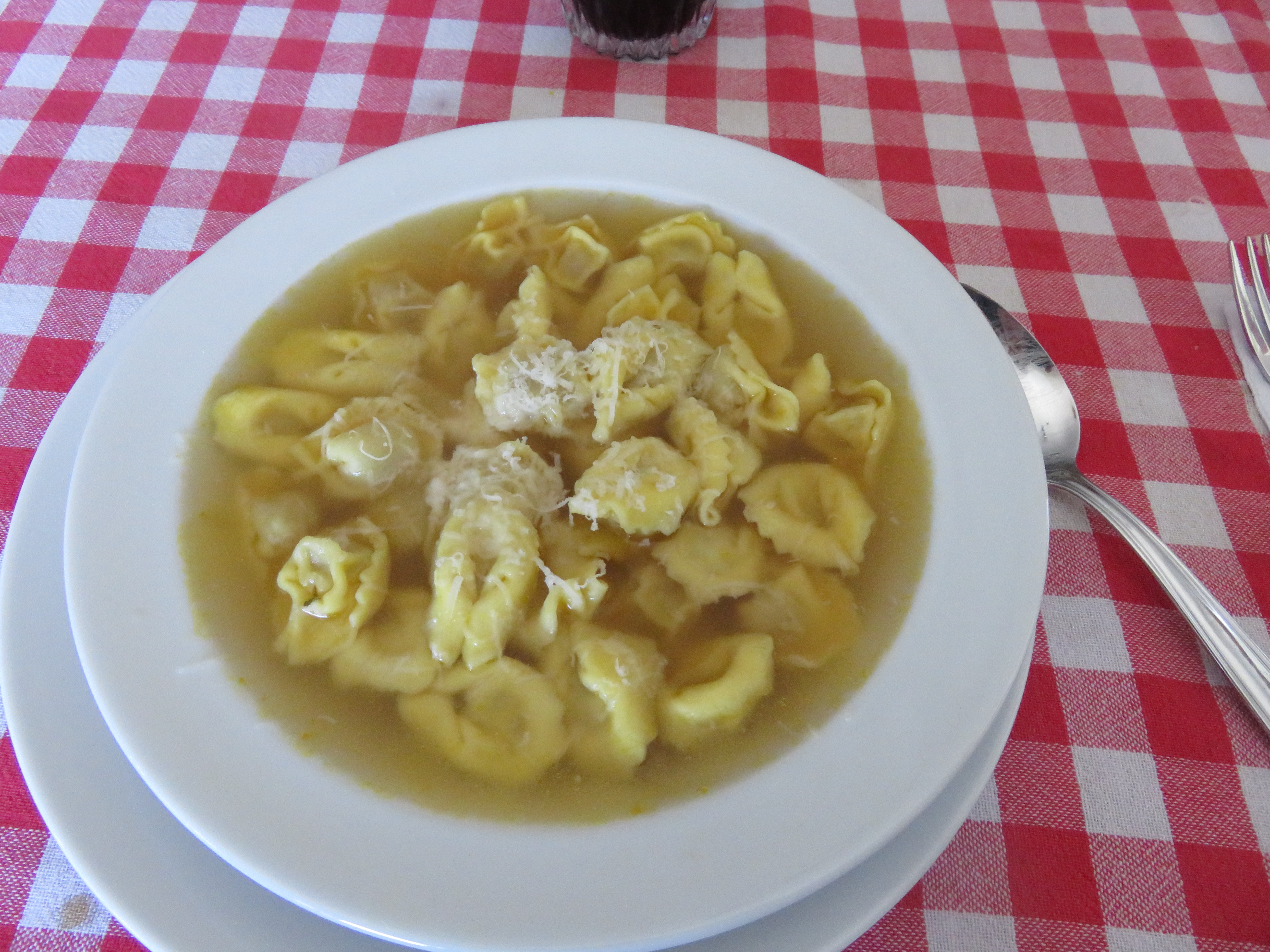
Piatto di tortellini in brodo con Parmigiano Reggiano

Il formaggio può essere mangiato a scaglie o grattugiato. In commercio si trova in diverse varianti, caratterizzate da stagionature di 12, 24 e 30 mesi. Tuttavia si possono trovare anche forme stagionate per 36, 48, 72 mesi in manifestazioni gastronomiche importanti e nelle rivendite specializzate con degustazione.
Cento grammi di Parmigiano Reggiano stagionato contengono:
| Acqua                  | 31,4 g   |
| Proteine totali        | 32,4 g   |
| Grasso                 | 29,7 g   |
| Valore energetico      | 402 kcal |
| Cloruro di sodio       | 1,6 g    |
| Calcio                 | 1 155 mg |
| Fosforo                | 691 mg   |
| Sodio                  | 650 mg   |
| Potassio               | 100 mg   |
| Magnesio               | 43 mg    |
| Zinco                  | 4 mg     |
| Vitamina A             | 270 µg   |
| Vitamina B1            | 34 µg    |
| Vitamina B2            | 370 µg   |
| Vitamina B6            | 110 µg   |
| Vitamina B12           | 4,2 µg   |
| Niacina (B3)           | 55 µg    |
| Acido pantotenico (B5) | 320 µg   |
| Colina                 | 40 mg    |
| Biotina (B7)           | 23 µg    |

Il Parmigiano Reggiano DOP contiene anche fermenti lattici e dunque prebiotici, alla pari di altri alimenti fermentati come lo yogurt greco minimamente processato, il kefir minimamente processato, il miso, il tempeh, il kimchi, il natto e il tofu specificatamente fermentato (come quello puzzolente).

## Parmigiano Reggiano prodotto di montagna
Dal 2013 è stato pubblicato sulla Gazzetta ufficiale dell'Unione europea un regolamento che prevede, tra le altre cose, la possibilità di utilizzare l'indicazione di qualità 'prodotto di montagna' al fine di fornire ai produttori di montagna uno strumento efficace per migliorare la commercializzazione dei loro prodotti e ridurre i rischi effettivi di confusione dei consumatori sulla provenienza montana dei prodotti sul mercato.
A seguito di tale pubblicazione (20 dicembre 2012), il consorzio ha definito alcune linee guida, atte a identificare il Parmigiano Reggiano prodotto di montagna:
- gli allevamenti sono ubicati all'interno delle zone di montagna
- nell'alimentazione delle bovine, i foraggi utilizzati devono provenire essenzialmente dalle zone di montagna
- gli stabilimenti dei caseifici produttori sono ubicati all'interno delle zone di montagna
- ogni fase della lavorazione del latte (raccolta, introduzione in caseificio, riposo notturno nelle vasche, lavorazione in caldaia, ecc.) prevede che venga usato esclusivamente latte che risponde ai criteri precedenti
- la stagionatura minima della forma di formaggio ha luogo in stabilimenti ubicati all'interno delle zone di montagna

Le forme di formaggio che soddisfano le condizioni sopra elencate, possono essere identificate con apposita placca di caseina fornita dal Consorzio, e accompagnate dal logo "Prodotto di Montagna".
Il 4 novembre 2015, il Consorzio ha aperto sul suo sito internet una sezione dedicata alla vendita online di Parmigiano Reggiano prodotto di montagna.

## Contraffazione

Marchio ovale Consorzio del Formaggio Parmigiano Reggiano

Il Parmigiano Reggiano è il formaggio italiano più imitato nel mondo. La denominazione è protetta nell'Unione europea, mentre in altri Paesi non è altrettanto protetta se non tramite accordi bilaterali come il CETA.

### Parmesan cheese
Il fenomeno della contraffazione prevale negli USA, primo mercato extra-UE per questo celebre prodotto italiano, con un export di 150 milioni di dollari/anno. Infatti, negli Stati Uniti diverse aziende vendono un formaggio simile al Parmigiano che presenta la denominazione Parmesan cheese. Il CFR riporta che, per essere riconosciuto come tale, il Parmesan cheese deve essere composto di latte vaccino, stagionato per almeno dieci mesi, non può avere oltre il 32% di acqua e contenere almeno il 32% di grasso di latte quando è allo stato solido. La principale produttrice del Nord America di Parmesan cheese è la Kraft Foods.

## Critiche
Nel 2007 Greenpeace chiede pubblicamente la modifica del disciplinare per escludere di fatto la possibilità che soia OGM della Monsanto alimenti le vacche da latte con cui viene prodotto.
Nel 2010 il giornalista Emiliano Fittipaldi nel suo saggio ipotizza un "conflitto di interessi" tra il Dipartimento Controllo e il Consorzio di produttori, a cominciare dal presidente Andrea Lori (allevatore) che presiede alla carica provinciale modenese sia del Consorzio sia della Coldiretti.
Nel 2021 il mediometraggio-spot del Parmigiano Reggiano, Gli Amigos, diretto dal regista Paolo Genovese, attira dure critiche per la rappresentazione delle condizioni lavorative di uno dei personaggi "Renatino", dipendente del consorzio da quando aveva 18 anni e che da allora lavora 365 giorni all'anno senza per questo aver mai visto né Parigi né il mare, e che per questo viene considerato "un grande" dal gruppo di giovani che visitano lo stabilimento in cui lavora all'interno di una competizione per uno stage presso il ristorante di Massimo Bottura.

## Citazioni in letteratura
Oltre che nel Decameron di Boccaccio il Parmigiano Reggiano viene citato in un altro celebre libro, ovvero L'isola del tesoro di Robert Louis Stevenson dove è scritto che il Dottor Livesey parlando con Jim, protagonista del libro, gli dice: Hai visto la mia tabacchiera, vero? Eppure non mi hai mai visto fumare tabacco; la ragione è che vi tengo dentro un pezzo di formaggio parmigiano, un formaggio fatto in Italia, e molto nutriente.
È anche menzionato come "Parmazan" nel diario di Samuel Pepys, che dovendo scappare dal Grande incendio di Londra del 1666 ne sotterrò un pezzo nel giardino di casa.